# 芥子油
芥子油一词用于兩種由芥末籽制成的油：
- 压榨种子产生的脂肪植物油，

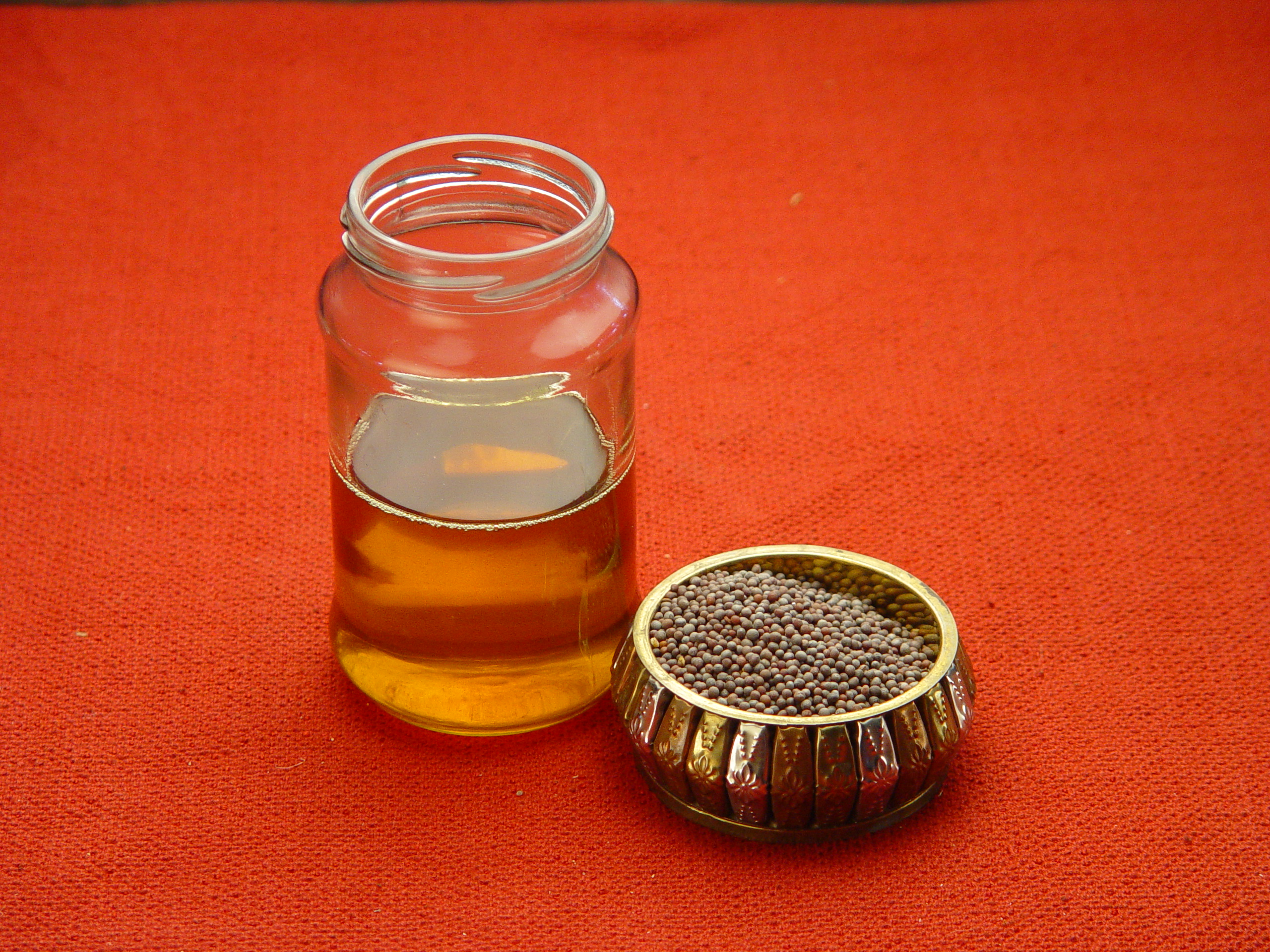
芥子油及其种子

- 一种精油，其是将种子研磨，与水混合并通过蒸馏提取而得到的。

## 榨油

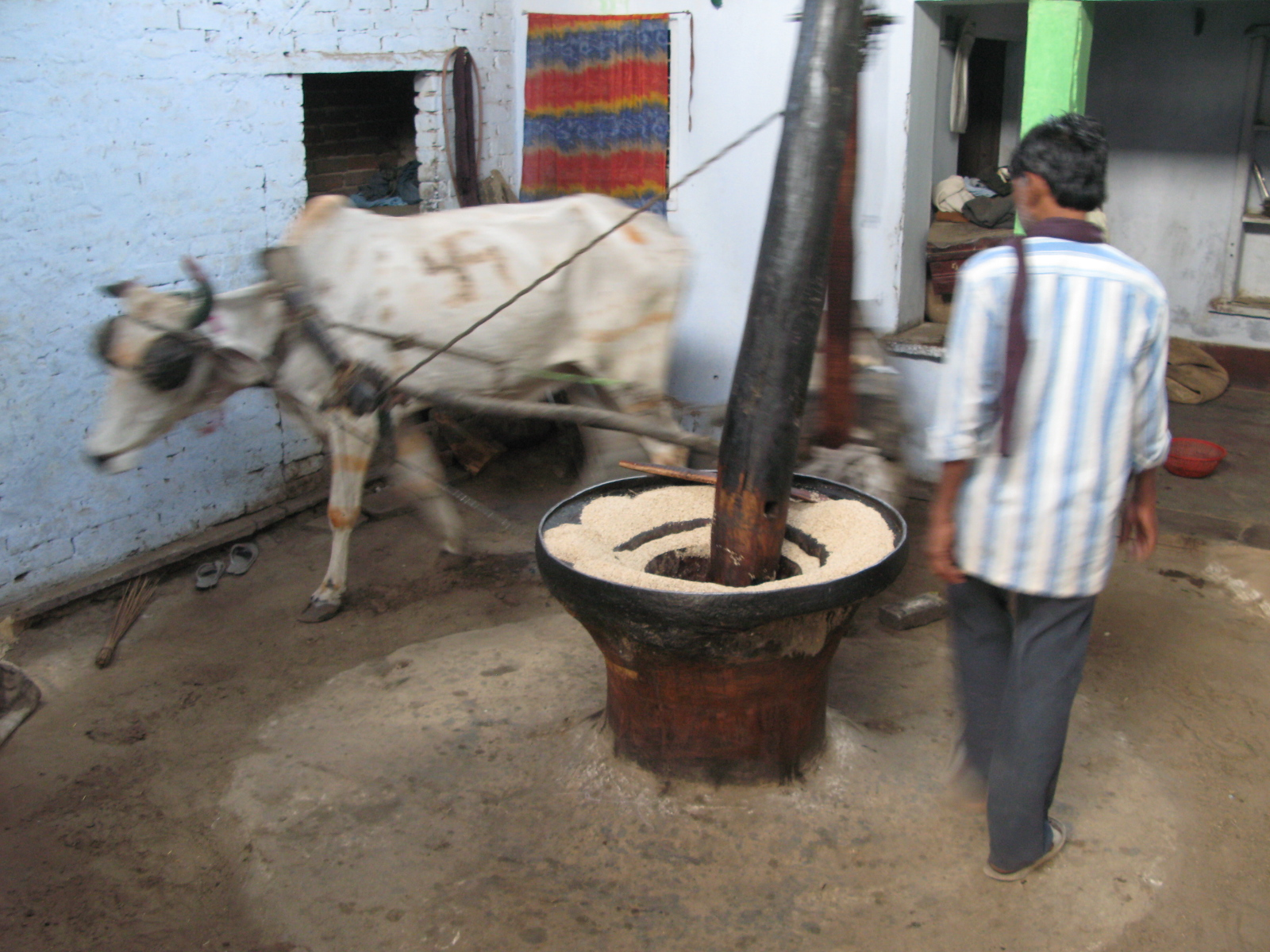
牛动力榨油机在研磨芥子榨油

芥子油有一種獨特的辛辣味，這是十字花科植物（如捲心菜、花椰菜、芜菁、萝卜、辣根和山葵）的特徵。在印度北部、印度東部、尼泊尔和孟加拉國，經常用於煮食。在奧里薩邦、阿薩姆邦、梅加拉亞邦、曼尼普爾邦、孟加拉和尼泊爾，是一種在傳統首選的煮食用油。芥菜種子中，有30%可被榨成這種油；可以由黑芥末（Brassica nigra）、印度芥末（B. juncea）和白芥末（B. hirta）製成。

### 营养資訊
根据USDA，芥末油100克含有884大卡的熱量，并且是100％脂肪；脂肪成分为11％饱和脂肪、59％单不饱和脂肪和21％多不饱和脂肪。 

## 香精油
当磨碎的芥末籽与水、醋或其他液体混合（甚至咀嚼）时，会产生调味芥末的刺激性。在这些条件下，所述的化学反应的酶的黑芥子酶和芥子油苷称为芥子苷从黑芥（种子黑芥）或褐色印度芥（芥菜）产生异硫氰酸烯丙酯。通过蒸馏，可以产生味道非常尖锐的精油，有时称为芥末的挥發油，其含有超过92％的异硫氰酸烯丙酯。异硫氰酸烯丙酯的刺激性是由于感觉神经元中TRPA1离子通道的激活所致。白芥末（ Brassica hirta ）不会产生烯丙基异硫氰酸酯，但会产生不同且较温和的异硫氰酸酯。 
异硫氰酸烯丙酯可为植物提供抗草食动物的能力；由于它对植物本身有害，因此以芥子油苷的无害形式储存，与黑芥子酶分开。一旦食草动物咀嚼了植物，就会产生有害的异硫氰酸烯丙酯；异硫氰酸烯丙酯还是辣根和芥末的辛辣味的來源，它可以合成生产，有时也称为合成芥末油。 

## 引用
1. ↑  . www.nal.usda.gov.   [2018-04-13]. （原始内容存档于2019-09-27） （英语）.
2. ↑  Food Composition Databases Show Foods -- Oil, mustard (Retrieved 2017-12-11)[]
3. ↑  . A Guide to Medicinal and Aromatic Plants. Center for New Crops and Plant Products, Purdue University.   [3 January 2009]. （原始内容存档于2009-01-15）.
4. ↑  . JT Baker.   [3 March 2010]. （原始内容存档于2016-03-04）.